# 佐藤直人
佐藤 直人（さとう なおと、1953年 - ）は、日本のアマチュア天文家、プラネタリウム解説者である。また、国際宇宙ステーション (ISS) のアマチュア無線局 "ARISS" (Amateur Radio on the International Space Station) と地上の小中学生らが交信する「ARISSスクールコンタクト」プロジェクトの支援活動も行っている。埼玉県所沢市生まれ、狭山市在住。
埼玉県秩父市にあるIAUの天文台コード369の観測所において、1995年以降、浦田武とともに、小惑星番号7038番の所沢以下、上高地・安曇野・常念・入間・佐渡など多数の小惑星を発見した。2016年11月の時点で、佐藤の単独発見124個、共同発見18個、計142個の小惑星が登録されている。小惑星発見個数は世界ランキング100位以内である。
浦田武が1992年12月30日に発見した6025番の小惑星佐藤直人は彼の名前にちなむ。 
プラネタリウム解説、天文台での観望会を通して天文普及に貢献、エフエム茶笛の天文・宇宙トーク番組「サンセットカフェ」（2006年12月-2008年11月）のレギュラー出演者。日本天文学会会員、埼玉県プラネタリウム連絡協議会会長（2009年 - ）。
2001年、ARISSスクールコンタクトの支援スタッフとして日本初のISSとの直接無線交信を入間市児童センター（社団局：JK1ZAM）で成功。2003年にはJK1ZAMスタッフ支援のもと、中学校単独では日本初のISSとの無線交信を成功させたCoordinating Teacherでもある。
入間にちなんだ小惑星の命名をいくつか行った功績により、2010年1月18日に入間市より元気な入間・生き生き功労賞を受賞（第7号）。また、入間市児童センターの職員である。